# 美濃屋吉兵衛商店
株式会社美濃屋吉兵衛商店は、かつて蒲鉾などの水産加工品を製造・販売していた日本の企業。
本稿では、2016年12月に株式会社MKSへ商号変更された初代法人と、2016年3月に初代法人から事業を譲受した2代目法人をまとめて記述する。

## 概要
天正年間（1500年代後半）に創業され、450年以上の業歴を有していた。1948年1月に株式会社美濃屋吉兵衛商店として法人へ改組。代表者は初代法人では代々鈴木吉兵衛を襲名していた。蒲鉾、塩辛、漬物などの製造・販売を行い、水産練り製品については、皇室献上賜品に選ばれるなど、「小田原みのや吉兵衛」として小田原市を中心に一定の知名度を誇っていた。
ピーク時の1992年3月期は約22億3400万円の売上があった。しかし、その後は消費者嗜好の変化や消費不況などで売り上げが落ち込み、2014年3月期の売上は約11億1400万円にまで落ちこんだ他、過去の不動産取得や、小田原市栄町にある「みのやビル」の建て替えなどの設備投資に伴う借入負担もあったため、美濃屋吉兵衛商店（初代）は2015年1月28日に横浜地方裁判所小田原支部へ民事再生法適用を申請した。民事再生法適用申請直後に常連客を中心に美濃屋吉兵衛商店を応援する声が高まったのを受けて、販売も好調となった。このため、美濃屋吉兵衛商店は金融機関から債務のリスケジュール等の支援を取り付け、2015年3月9日に民事再生法適用申請を取り下げた。
2015年11月には、事業を譲受する新会社として株式会社K.S.Cを設立。2016年3月にはK.S.Cの商号を美濃屋吉兵衛商店（2代）へ変更し、美濃屋吉兵衛商店（初代）の本社は2016年3月に小田原市から渋谷区へ移転した。同年9月30日に会社分割により、事業を同年3月にK.S.Cから商号変更された美濃屋吉兵衛商店（2代）へ事業を譲渡したが、美濃屋吉兵衛商店（2代）自体は、美濃屋吉兵衛商店（初代）の民事再生法適用申請がネックとなって金融機関からの資金調達に支障をきたすようになり、一部店舗が閉店した。
美濃屋吉兵衛商店（初代）は2016年12月24日に商号を株式会社MKSへ変更し、同年12月31日に解散を決議。MKSは2017年10月27日に東京地方裁判所から特別清算開始決定を受けた。
美濃屋吉兵衛商店（2代）も、2017年1月期は4億941万円の売上があったが、規模が縮小されたことにより、収益性に乏しい状況が続いていた他、美濃屋吉兵衛商店（初代）の民事再生法適用申請によって取引停止にした企業も少なくなかった。そのため、地元の同業者に支援を求めたが、交渉決裂となった。美濃屋吉兵衛商店（2代）は2019年5月20日に事業を停止して事後処理を弁護士に一任し、同年6月19日に東京地方裁判所から破産手続開始決定を受けた。両法人が経営破綻に追いやられた他の要因としては、業容拡大に伴う多額の借入金、内部管理体制におけるコーポレート・ガバナンスの甘さ、地元の観光需要に左右されるビジネスモデルなどとされている。
負債総額は、MKS（初代法人）が約21億円、美濃屋吉兵衛商店（2代目法人）が1億3000万円となっている。
MKSは2019年9月24日に、美濃屋吉兵衛商店（2代）は2020年5月12日にそれぞれ法人格が消滅した。
丸う田代（2020年12月破産手続開始決定）が所有し、小田原市成田にあった美濃屋吉兵衛商店旧本社の建物は、美濃屋吉兵衛商店（2代）の法人格消滅後に横浜地方裁判所小田原支部において不動産競売に掛けられることになった。2022年11月16日に開札が行われ、開札の結果、2001万円で法人が単独で落札し、旧本社跡地は南足柄市に本社を置く佐藤修商店が2023年から小田原工場として操業している。

## 店舗
2代目法人の経営破綻時は小田原市と箱根町に2店舗を展開していた。ドライブイン小田原みのや吉兵衛も運営していたが、2017年に閉店した。初代法人が運営していた時代には、小田原市と南足柄市にて、「ニューライト」「NLスパーク」というパチンコホール5店舗を運営していた。

## その他
初代法人の最後の社長を務めた第22代鈴木吉兵衛（本名：鈴木守）は自動車レースが趣味で、1980年代から富士スピードウェイでのアマチュアレースに頻繁に出場していた他、2000年には全日本GT選手権に出走した事もあった。